# Pipra mentalis
Pipra mentalis là một loài chim trong họ Pipridae.
Loài chim này được tìm thấy ở Belize, Colombia, Costa Rica, Ecuador, Guatemala, Honduras, Mexico, Nicaragua, Peru và Panama. Môi trường sống tự nhiên của chúng là rừng ẩm vùng đất thấp nhiệt đới hoặc cận nhiệt đới.
Loài chim này dài 4 10 cm và cân nặng 16 g. Chim trống có bộ lông nhung đen trừ đầu và gáy màu đỏ tươi, đùi màu vàng nhẹ, cằm và rìa cánh màu vàng.